# Dale Baxter
Dale Baxter (* 22. September 1961 in Luton, England, Vereinigtes Königreich) ist ein ehemaliger kanadischer Fußballspieler auf der Position eines Torwarts. Im Jahre 1981 debütierte das einstige kanadische Nachwuchstalent für die Washington Diplomats in der North American Soccer League (NASL) und kam danach nie wieder im Erstligafußball zum Einsatz.

## Karriere
Dale Baxter wurde am 22. September 1961 in der englischen Stadt Luton geboren und wanderte, als er sechs Jahre alt war, mit seiner Familie nach Kanada aus. Die Familie ließ sich in Toronto nieder, wo Baxter fortan aufwuchs und unter anderem auf Schulebene als Fußballspieler in Erscheinung trat. Während seiner Studienzeit an der University of British Columbia in Vancouver trat Baxter für die Herrenfußballmannschaft der UBC Thunderbirds, der universitätseigenen Sportabteilung, an. In ebendieser Zeit kam der gebürtige Engländer auch zu regelmäßigen Einsätzen in den Nachwuchsnationalmannschaften Kanadas. Unter dem ebenfalls aus England ausgewanderten Trainer Barrie Clarke (* 1932) nahm er im September 1979 an einem Trainingscamp der kanadischen U-18-Junioren in Victoria teil. Der vielseitig im kanadischen Verbandsfußball aktive Clarke holte ihn daraufhin auch im nachfolgenden Jahr in den kanadischen U-19- bzw. U-20-Kader.
Mit den Kanadiern absolvierte er im Juni 1980 die Vorbereitung auf ein wenige Tage später stattfindendes internationales Turnier und nahm in weiterer Folge auch an ebendiesem teil. Im darauffolgenden Juli tourte er mit Kanada durch Europa und absolvierte gegen Ende des Monats die Vorbereitung auf die nachfolgende CONCACAF U-20-Meisterschaft. Bei der Endrunde trat Baxter als Stammtorhüter in Erscheinung, absolvierte alle vier Gruppenspiele in Dallas und war danach auch beim 3:0-Sieg über Cuba im Viertelfinale und dem knappen Ausscheiden im Elfmeterschießen des Semifinales gegen den späteren CONCACAF-U-20-Meister Mexiko jeweils über die volle Spieldauer im Einsatz.
Auf Vereinsebene schloss sich Baxter nach erfolgreichem Studienabschluss dem NASL-Franchise Toronto Blizzard an, kam jedoch zu keinen Einsätzen in der höchsten nordamerikanischen Fußballliga. Stattdessen gehörte er dem Team bei dessen Hallenmeisterschaft der Saison 1980/81 an. Das Franchise aus Toronto beendete diese Spielzeit auf dem zweiten Platz in der American Conference in der East Division im Indoor-Fußball und mit fünf Siegen und 13 Niederlagen auf dem vierten und damit letzten Platz der regulären Spielzeit in der Northern Division, einer von fünf parallel laufenden Staffeln, im Outdoor-Fußball. Gegen die weitaus routinierteren Torhüter innerhalb der Mannschaft (Tony Chursky, Blagoje Tamindžić oder Tom Reynolds) hatte Baxter jedoch kaum Möglichkeit sich durchzusetzen. Im Jahre 1981 wechselte Baxter zum NASL-Franchise Detroit Express, das, nachdem die ursprünglichen Washington Diplomats ihren Spielbetrieb nach Ende des Spieljahres 1980 eingestellt hatte, das Spieljahr 1981 ebenfalls unter dem Namen Washington Diplomats absolvierten, ehe auch dieses Franchise seinen Spielbetrieb endgültig einstellte.
Am 9. Mai 1981 debütierte der damals 19-Jährige beim 3:0-Auswärtssieg über die Tampa Bay Rowdies, als er die volle Spieldauer das Tor seiner Mannschaft hütete. Es sollte sein einziger Auftritt in der höchsten Fußballliga Nordamerikas bleiben. Neben Jim Messemer, der in diesem Jahr ebenfalls sein erstes und in weiterer Folge einziges NASL-Spiel absolvierte, gehörte Baxter nur zum Rückhalt des Stammtorhüters Jim Brown. Über seinen weiteren Werdegang ist heute nicht viel bekannt; zumindest im Jahre 1983 gehörte er noch dem 1977 gegründeten Klub Mississauga Croatia mit Spielbetrieb in der semiprofessionellen Canadian Professional Soccer League (CPSL) an. Nachdem die Liga ihren Betrieb nach nur einem Spieljahr wieder eingestellt hatte, verläuft sich Baxters Spur.

## Privates
Heute lebt Baxter mit seiner Frau Lee-Anna in Surrey in der Provinz British Columbia. Mit ihr hat er die beiden Töchter Laura und Jenna-Lee sowie den Sohn Jordan. Seine jüngste Tochter Jenna-Lee (* 1997) war eine erfolgreiche kanadische Nachwuchsfußballspielerin, die in diversen kanadischen Nationalauswahlen im Einsatz war. Nachdem sie für ein Jahr an der Oregon State University studierte und der Frauenfußballmannschaft der Oregon State Beavers, der universitätseigenen Sportabteilung, angehörte, studierte sie bis 2019 an der Simon Fraser University in Burnaby und spielte von 2016 bis 2018 für das Frauenfußballteam des Simon Fraser Clan. Vor ihrem Studium gehörte Jenna-Lee Baxter während ihrer Schulzeit auch diversen Jugendfußballmannschaften an, darunter dem Guildford Athletic Club, dem Surrey United SC oder den Vancouver Whitecaps und war Spielerin diverser Provinzauswahlen. Nach ihrer Fußballlaufbahn am College tritt sie seit etwa 2019 an der Seite von Annie Hamel als Co-Trainerin der Frauenmannschaft der Simon Fraser University in Erscheinung, nachdem sie bereits davor einige Jahre lang als Nachwuchstrainerin in North Vancouver und Burnaby tätig gewesen war.